# Campeonato da Europa de Atletismo de 2022 - Taça maratona masculina
A prova da Taça Europeia da Maratona masculina do Campeonato da Europa de Atletismo de 2022 foi disputada no dia  15 de agosto de 2022 pelas ruas  de Munique, com chegada no Estádio Olímpico de Munique.

## Medalhistas
| Ouro                                                                                               | Prata | Bronze                                                                                   |
| Israel · Marhu Teferi · Gashau Ayale · Yimer Getahun · Girmaw Amare · Omer Ramon · Bukayawe Malede | Alemanha · Richard Ringer · Amanal Petros · Johannes Motschmann · Hendrik Pfeiffer · Konstantin Wedel · Simon Boch | Espanha · Ayad Lamdassem · Jorge Blanco · Daniel Mateo · Yago Rojo · Abdelaziz Merzougui |

## Resultados
O tempo total é calculado com base na soma dos tempos dos primeiros três atletas que chegaram à linha de chegada da maratona, mas as medalhas são concedidas a todos os atletas que concluíram a corrida. 
| Posição           | Equipe | Tempo   |
| ----------------- | --- | ------- |
| Medalha de ouro   | Israel · Marhu Teferi · Gashau Ayale · Yimer Getahun · Girmaw Amare · Omer Ramon · Bukayawe Malede                 | 6:31:48 |
| Medalha de prata  | Alemanha · Richard Ringer · Amanal Petros · Johannes Motschmann · Hendrik Pfeiffer · Konstantin Wedel · Simon Boch | 6:35:52 |
| Medalha de bronze | Espanha · Ayad Lamdassem · Jorge Blanco · Daniel Mateo · Yago Rojo · Abdelaziz Merzougui                           | 6:38:44 |
| 4                 | França | 6:39:08 |
| 5                 | Itália | 6:45:51 |
| 6                 | Estónia | 6:50:11 |
| 7                 | Grã-Bretanha | 6:51:14 |
| 8                 | Suécia | 6:51:47 |
| 9                 | Portugal | 6:55:08 |
| 10                | Polónia | 6:58:43 |
| 11                | Dinamarca | 7:05:19 |
| 12                | Bélgica | NM      |
| 12                | Suíça | NM      |
| 12                | Turquia | NM      |

Legenda
| Recorde mundial       | Recorde mundial (World record)               |                       | Recorde africano                      | Recorde africano (African) |                                           | Q | Classificado por posição (Qualified) |
| Recorde do campeonato | Recorde do campeonato (Championship record)  | Recorde da América    | Recorde da América (Americas)         | q                          | Classificado por melhor tempo (Qualified) |   |                                      |
| Melhor marca do ano   | Melhor marca do ano (World leading)          | Recorde asiático      | Recorde asiático (Asian)              | DNS                        | Não largou (Did not start)                |   |                                      |
| Recorde nacional      | Recorde nacional (National record)           | Recorde europeu       | Recorde europeu (European)            | DNF                        | Não terminou (Did not finish)             |   |                                      |
| Recorde pessoal       | Recorde pessoal do atleta (Personal best)    | Recorde da Oceania    | Recorde da Oceania (Oceania)          | DSQ / DQ                   | Desclassificado (Disqualified)            |   |                                      |
| Recorde da temporada  | Recorde da temporada do atleta (Season best) | Recorde sul-americano | Recorde sul-americano (South America) | NM                         | Sem marca (No mark)                       |   |                                      |